# Ignatz-Bubis-Preis
Der Ignatz-Bubis-Preis für Verständigung ist eine Auszeichnung der Stadt Frankfurt am Main.

## Ziel
Der Ignatz-Bubis-Preis wird seit dem Jahr 2001 entweder an eine Einzelperson oder eine Institution bzw. Organisation vergeben, deren öffentliches Wirken durch die von Ignatz Bubis verkörperten Werte geprägt ist. Mit dem Preis soll das Lebenswerk und die Persönlichkeit von Ignatz Bubis geehrt werden. Er soll zudem die von der Stadt so formulierte Selbstverpflichtung dokumentieren, weiterhin für die von ihm vertretenen Werte einzustehen.

## Dotation
Der Ignatz-Bubis-Preis ist mit 50.000 Euro dotiert und wird in einem Rhythmus von drei Jahren verliehen.

## Kuratorium
Über die Auswahl der Preisträger entscheidet ein zu diesem Zweck gebildetes Kuratorium, dem der jeweilige Frankfurter Oberbürgermeister vorsitzt. Zu den Mitgliedern des Kuratoriums für die Vergabe des Ignatz-Bubis-Preises für Verständigung zählt unter anderen Salomon Korn, der Vorsitzende der Jüdischen Gemeinde Frankfurt am Main und stellvertretender Vorsitzender des Zentralrats der Juden in Deutschland.

## Verleihung
Die Verleihung des Ignatz-Bubis-Preises für Verständigung findet in der Frankfurter Paulskirche statt, bei der nach der durch Dritte gehaltenen Laudatio durch die Oberbürgermeisterin/den Oberbürgermeister eine kalligraphisch gestaltete Urkunde überreicht wird.

## Preisträger
- 2001 – Wolfgang Thierse (* 1943), Präsident des Deutschen Bundestages
(Laudatio: Ruth Wagner, ehemalige Hessische Staatsministerin)[3]
- 2004 – Prof. Dr. Franz Kamphaus (1932–2024), Bischof von Limburg
(Laudatio: Jutta Limbach, ehemalige Präsidentin des Bundesverfassungsgerichts)[4]
- 2007 – Dr. Walter Wallmann (1932–2013), Frankfurter Oberbürgermeister a. D.
(Laudatio: Salomon Korn, Vorsitzender der Jüdischen Gemeinde Frankfurt am Main und stellvertretender Vorsitzender des Zentralrats der Juden in Deutschland)[5]
- 2010 – Trude Simonsohn (1921–2022), Sozialarbeiterin
(Laudatio: Ruth Wagner, ehemalige Hessische Staatsministerin)[6][7]
- 2013 –  Fritz Bauer Institut, Institut zur Geschichte und Wirkung des Holocaust
(Laudatio: Dan Diner, Historiker)
- 2016 – Frank-Walter Steinmeier (* 1956), Bundesminister des Auswärtigen
(Laudatio: Tom Koenigs, Politiker)[8]
- 2019 – Cem Özdemir (* 1965), Mitglied des Deutschen Bundestages
(Laudatio: Aminata Touré, Abgeordnete des Landtages Schleswig-Holstein)
- 2022 – Andreas von Schoeler (* 1948), Frankfurter Oberbürgermeister a. D.
(Laudatio: Raphael Gross, früherer Leiter des Jüdischen Museums Frankfurt)[9]